# Бономило (Катанцаро)
Бономило је насеље у Италији у округу Катанцаро, региону Калабрија.
Према процени из 2011. у насељу је живело 29 становника. Насеље се налази на надморској висини од 738 м.